# Anaya de Alba
Anaya de Alba è un comune spagnolo di 286 abitanti situato nella comunità autonoma di Castiglia e León.